# John Blow
John Blow (ochrzczony 23 lutego 1649, zm. 1 października 1708 w Westminsterze, w Londynie) – angielski kompozytor i organista epoki późnego baroku.
Jego uczniem był nieco młodszy odeń Henry Purcell. Jedna z „masek” (masque) Blowa: Venus and Adonis (1683), posłużyła za wzór Purcellowi do jego : Dydona i Eneasz. Uczniem Johna Blowa był też William Croft.

## Życiorys
Blow urodził się najprawdopodobniej w North Collingham w hrabstwie Nottingham. Znana jest tylko data jego chrztu. Jako chłopiec został chórzystą Chapel Royal.
Już jako chłopiec komponował liczne hymny takie jak: Lord, Thou host been our refuge, Lord, rebuke me not i tak zwany Club Anthem („Hymn klubowy”), pt: I will always give thanks, we współpracy z Pelhamem Humfreyem i Williamem Turnerem, z okazji pokonania Holendrów (1665), lub po prostu z okazji spotkania trojga przyjaciół-chórzystów.
Później Blow zaczął naśladować włoski styl Giacomo Carissimiego. W 1669 Blow został organistą w Opactwie Westminsterskim. W 1673 został gentleman of the Chapel Royal, a we wrześniu tego roku poślubił Elizabeth Braddock, która jednak zmarła w 1683 roku przy porodzie.
Blow, który miał od roku 1678 tytuł doctor of music, został w 1685 jednym z prywatnych muzyków króla Jakuba II. W 1682 napisał swe jedyne dzieło sceniczne - masque ku uciesze władcy: Venus and Adonis. Mary Davis grała w niej rolę Wenus, a jej córka (spłodzona z królem) grała rolę Kupidyna. Trzyaktowy, w całości śpiewany utwór rozpoczyna się uwerturą francuską i zawiera chóry, pieśni, tańce, grounds oraz recytatywy. 
W roku 1687 Blow został chórmistrzem w katedrze św. Pawła w Londynie. W 1695 został organistą kościoła Św. Małgorzaty w Westminstere. Wtedy nie pracował już w Opactwie Westminsterskim, gdzie w roku 1680 zastąpił go Henry Purcell. Z okazji zawartego 20 września 1697 roku Pokoju w Ryswick, Blow skomponował anthem „I was glad when they said unto me”. Utwór został wykonany 2 grudnia 1697 roku w katedrze św. Pawła w Londynie. W 1699 Blow został pierwszym kompozytorem kaplicy królewskiej; był pierwszym, który piastował to dopiero co utworzone stanowisko.
Znanych jest 14 mszy i ponad 100 hymnów Blowa. Poza tym napisał on: pieśń: Great sir, the joy of all our hearts, odę na Nowy Rok 1682 r., podobne dzieła okolicznościowe w 1683, 1686, 1687, 1688, 1689, 1693 (?), 1694 i 1700; dalej; ody na dzień Św. Cecylii (1684, 1691, 1695 i 1700), 2 hymny; Behold, O God, our Defender i God spake sometimes in visions koronacje Jakuba II (1685), nieco muzyki klawesynowej, Epicedium dla królowej Marii (1695) i odę na pogrzeb Purcella (1696). W 1700 roku Blow opublikował Amphion Anglicus; kolekcję muzyki na 1,2,3 i 4 głosy i basso continuo.
Blow zmarł 1 października 1708 roku w swoim domu w Broad Sanctuary i został pochowany w północnej części Opactwa Westminsterskiego.
W 300. rocznicę śmierci Blowa - 2008, chór westminsterski wykonał wiele jego hymnów i trochę dzieł jemu współczesnych kompozytorów. Podobnie uczyniło BBC Radio 3.